# La Mouille
La Mouille est une ancienne commune française située dans le département du Jura, en région Bourgogne-Franche-Comté.
Depuis le 1er janvier 2016, elle est intégrée à la nouvelle commune de Hauts de Bienne dont elle prend le statut de commune déléguée.

## Géographie
Le centre du village est situé à 932 mètres d'altitude.
Plusieurs hameaux sont situés à proximité du centre :
- le Bourgeat d'Aval ;
- le Bourgeat d'Amont ;
- les Lattes.

Plusieurs lotissements ont été créés depuis 1980, contribuant à un important étalement du village.

## Toponymie
Du latin mollis qui signifie « mou », comme pour le verbe "mouiller", un endroit où l'eau affleure. La mouille est un endroit humide, une portion marécageuse d'un pré ou d'un champ. 
L'utilisation de ce toponyme est très fréquent en Rhône-Alpes et en Franche Comté.

## Histoire
Nigro Medis :
Dès le IXe siècle, existence d'un prieuré à La Mouille. C'est une dépendance de l'abbaye de Saint-Oyand-de-Joux (auj. Saint-Claude). À l'origine, ce lieu s'appelait Nigro Medis (la montagne Noire) à cause de ses forêts d'épicéas.
Industries :
Au XVIIe siècle chaque maison possède une forge destinée principalement à fabriquer des clous. Un chien trottinant dans une grande roue de bois fournit la source d'énergie utilisée dans ces ateliers (pour entretenir la soufflerie de la forge). Après les clous et les pièces d'horloges comtoises, la production est maintenant axée sur la lunetterie et le décolletage.

## Politique et administration

### Liste des maires jusque fin 2015
| Période   | Période          | Identité      | Étiquette | Qualité |
| --------- | ---------------- | ------------- | --------- | ------- |
| mars 2001 | 31 décembre 2015 | Alain Oubibet | DVD       |         |

### Liste des maires de la commune déléguée
| Période      | Période  | Identité      | Étiquette | Qualité |
| ------------ | -------- | ------------- | --------- | ------- |
| janvier 2016 | En cours | Alain Oubibet |           |         |

## Démographie
L'évolution du nombre d'habitants est connue à travers les recensements de la population effectués dans la commune depuis 1793. À partir du 1er janvier 2009, les populations légales des communes sont publiées annuellement dans le cadre d'un recensement qui repose désormais sur une collecte d'information annuelle, concernant successivement tous les territoires communaux au cours d'une période de cinq ans. 
Pour les communes de moins de 10 000 habitants, une enquête de recensement portant sur toute la population est réalisée tous les cinq ans, les populations légales des années intermédiaires étant quant à elles estimées par interpolation ou extrapolation. Pour la commune, le premier recensement exhaustif entrant dans le cadre du nouveau dispositif a été réalisé en 2007,.
En 2013, la commune comptait 343 habitants, en évolution de +15,49 % par rapport à 2008 (Jura : −0,23 %, France hors Mayotte : +2,49 %).
| 1793 | 1800 | 1806 | 1821 | 1831 | 1836 | 1841 | 1846 | 1851 |
| ---- | ---- | ---- | ---- | ---- | ---- | ---- | ---- | ---- |
| 511  | 465  | 506  | 475  | 443  | 420  | 441  | 462  | 467  |

| 1856 | 1861 | 1866 | 1872 | 1876 | 1881 | 1886 | 1891 | 1896 |
| ---- | ---- | ---- | ---- | ---- | ---- | ---- | ---- | ---- |
| 422  | 425  | 419  | 441  | 431  | 505  | 504  | 454  | 422  |

| 1901 | 1906 | 1911 | 1921 | 1926 | 1931 | 1936 | 1946 | 1954 |
| ---- | ---- | ---- | ---- | ---- | ---- | ---- | ---- | ---- |
| 410  | 409  | 390  | 306  | 274  | 273  | 238  | 248  | 296  |

| 1962 | 1968 | 1975 | 1982 | 1990 | 1999 | 2007 | 2012 | 2013 |
| ---- | ---- | ---- | ---- | ---- | ---- | ---- | ---- | ---- |
| 245  | 214  | 209  | 230  | 243  | 287  | 289  | 335  | 343  |